# Karlo Metikoš
Karlo Metikoš (Matt Collins - umjetničko ime na zapadnom tržištu) (Zagreb, 8. veljače 1940. – Zagreb, 10. prosinca 1991.), bio je hrvatski glazbenik.

## Životopis
Karlo Metikoš dolazi iz glazbene obitelji (otac je završio glazbenu akademiju). Sa sedam je godina, usporedo s pučkom školom, upisao i prvi razred niže glazbene škole i sve je izgledalo uredno i pod nadzorom do 1956. kada se susreo s prvim pločama Elvisa Presleyja, Billa Haleyja i Little Richarda. Do tada odličan u redovnoj školi, glazbenu je napustio nakon prvog razreda srednje, te postao problematičan učenik i zarobljenik novoga zvuka, posebno onog Fats Domina i Jerry Lee Lewisa.
Od fascinacije zvukom sa zapada do akcije nije prošlo puno. Već 1957., Karlo je zajedno sa Zdenkom Vučković, Ivicom Šerfezijem, Zvonkom Špišićem, Tonijem Kljakovićem, Jasnom Benedek i drugima na nagovor prijatelja hrabro zakoračio u zagrebački hram zabave, u Varieteé, prijavom za Prvi pljesak, popularni ciklus provjere pjevačkoga umijeća, kako bi započeo "karijeru zabavnog pjevača".
Viki Glowatzky, meštar ceremonije u Varietéu, pridržavao je mikrofon dok je Karlo pjevao (jer prikladnih mikrofonskih stalaka za pijaniste-pjevače nije bilo!), a bio je i taj koji je došao na genijalnu ideju da Metikoša, koji je izvodio "nekakve amerikanske pjesme", po uzoru na američke minstrele (bijele glazbenike koji su trebali glumiti crnce), namaže crnom pastom za cipele. Kasnije je redovito počeo pjevati na plesnjacima. Pustili su ga da pjeva i svira na klaviru, ali publika nije bila baš oduševljena,iskreno je priznao.
Očito su 1957. i 1958. bile teške godine za rock 'n' roll u Zagrebu, a sam se Karlo često osjećao kao "bijela vrana u zabavnjačkom jatu". Zbog toga se i odlučio pridružiti društvu koje se spremalo osnovati vokalni kvartet. Druga polovica 1950-ih je među mladima obilježena zarazom zvuka vokalnih grupa, najčešće kvarteta,pa djelomično po uzoru na kvartet 4M nastao je tipičan doo wop kvartet "Regal". S Karlom u grupi bili su Marijan Braco Makar s gitarom, Ivo Andrijašević i Vlado Bauer, inače članovi čuvenoga Ansambla LADO. Zanimljivo je da su šest mjeseci vježbali dvije pjesme a nakon dvije godine imali su ih šest-sedam.
Metikošev nepopravljivi optimizam i individualizam okrenuli su ga ponovno ulozi solista pa je u ljeto 1960. prihvatio ponudu novootvorenog Kluba Mediteranè u Picalu kod Poreča gdje je svojim rock 'n roll ' om oduševljavao goste. Ponukan prijemom publike a hazarder u duši, odlučio je sreću potražiti u Parizu. Priča kaže da se baš tamo zatekao 1961.e s jednim dolarom u džepu i s dvije, tri riječi francuskoga. Poslije bezuspješnog obijanja pragova, sreća mu se osmjehnula kada se susreo s menadžerom američkih vojnih klubova u Francuskoj, slovenskim glazbenikom amerikanizirana imena Jeffom Moranom, kojeg je poznavao iz epizode s "Regalom". Dobio je angažman uz uvjet da repertoar popuni aktualnim hitovima. Bio je sudionik brojnih audicija i natjecanja, sve češće nastupao izvan američkih klubova, dobio menadžera, savladao jezik i postao - Matt Collins! U proljeće 1962. godine "Les Chaussettes Noires", najpopularniji francuski rock sastav organizira audiciju za pjevača koji će nakratko mijenjati njihova frontmena Eddyja Mitchella. Između njih pet stotina pobjeđuje Matt Collins, što je bio ključni trenutak njegove pariške avanture.San o ekskluzivnom ugovoru za snimanje ploča koji je sa sobom donosio i veliki novčani predujam postao je stvarnost. Otvorila su se vrata najvećih klubova, a Matt je postao stalna zvijezda u najboljem i najpoznatijem pariškom rock klubu - Golf Druot,gdje je nastupao s obećavajućim sastavom prikladnog naziva Les New Stars i konačno, dobio je pravu pjesmu. Naime, nakon uspjele audicije kada je zabilježio i prve svoje snimke uopće s "Nobody But You" i "She's Not You" započela je diskografska karijera tog darovitog i ambicioznog mladića "stiglog iz niotkud". Uz "En écoutant la pluie", našla su se još tri poznata anglo-američka naslova: "King for Tonight", "What Kind of Love Is This" i "It's Up To You" prepjevan na francuski kao "Il faut choisir". Uspjeh singla, unatoč dobrom početku, ubrzo je zasjenjen verzijama "En écoutant la pluie" vodećih zvijezda domaće pop scene: Sylvie Vartan i Richarda Anthonyja jer ih je pratio veći publicitet i financijska logistika. Ipak, Mattov je diskografski debut bio dovoljno dobar da mu osigura mjesto uz bok Johnnyju Hallydayu, Luckyju Blondou, Sheili, Claudeu Françoiseu i Sergeu Gainsbourgu na kućnoj kompilaciji hitova sezone nazvanoj "Teenage Party" s "En écoutant la pluie" i "What Kind Of Love Is This".
Krajem 1963. godine objavljen je i drugi EP no nije odjeknuo tako dobro kao prethodni. Jedina dobra stvar, koja će čini se Metikoša nahraniti samopouzdanjem i pokazati mu kamo krenuti, je činjenica da je izdavač odlučio uključiti i "Pourqui", skladbu koja se vodi kao njegov skladateljski debut. No, skladanje, barem kao konačan životni poziv, pričekat će sedamdesete, vrijeme do kada će se Karlov nemirni duh ispuhati u pustolovinama što će mu donijeti reputaciju ekstravagantnog rokera i lomitelja ženskih srdaca.
Trijumfalan povratak u ritmu kiše, dvije jugoslavenske turneje sa stotinjak koncerata 1964. i 1965. godine (kada su ga na smjenu pratile čak tri vrhunske domaće rock grupe Crveni koralji, Bijele strijele i Delfini - Zagreb), gostovanja u SSSR-u (gdje su mu zbog svjetlucavih odijela od lamea najdenuli nadimak "Železnij čelovek") i konačno višegodišnje putovanje po svjetskom lancu Hiltona s probranom ekipom zagrebačkih glazbenika,jedva su ostavili mjesto za dva zapažena diskografsko-estradna ostvarenja.
U drugoj polovici 60 tih počeo je suradnju s Ivicom Krajačem, koja će se nastaviti u skladanju za svoju najveću motivaciju, životnu suputnicu Josipu Lisac na samom početku 1970-ih. Posljednji ozbiljniji izlet u solo vode bio je 1966. na domaćim Festivalima nakon čega je u vlastitim pjesmama "Znat ćeš" i "Tamara" na stihove Arsena Dedića (i u njegovoj alternaciji) dobro procijenio da je skladateljstvo njegov konačni izbor.
Ipak, posljednja skladba koju će Matt Collins otpjevati,  sada već kao Karlo Metikoš, bila je Presleyjeva blagdanska "Blue Christmas" snimljena 1985.e, studiju svoga starog prijatelja i suradnika, još jednog pionira hrvatskog rocka, Janka Mlinarića Truloga.
Matt Collins će umrijeti mlad od ljubavi za Josipom Lisac. Već prvog dana, kad su se sreli u Petrinji, na nekom zajedničkom nastupu 1971. godine. "Pa što ja tu uopće tražim, pitao sam se kad sam je prvi put čuo... Onda sam se do ušiju zaljubio i tak...osjetio sam da postoji netko izvanserijski, tko zaslužuje moju pažnju, kad sam shvatio da sam već malo star i umoran od rock'n'rolla...", objasnit će Metikoš prestanak svog rokerskog raison d'etrea ovjekovječenog u nezaboravnom Mattu Collinsu.
A i Karlo Metikoš preminuo je prerano, u 51. godini, 10. prosinca 1991. godine, ispraćen na zagrebačkom Mirogoju potmulom tutnjavom topova koja je dolazila upravo negdje od Petrinje.

## Diskografija

### Philips (Francuska)
- Matt Collins 432820 (P)1963 (En ecoutant la pluie - King for Tonight - Il faut choisir - What Kind of Love Is This)
- Matt Collins 434856 (P)1963 (Petite fille sauvage - Pourquoi - Vis ta vie - J'ai change d'avis)
- Teenage Party  B 77928 L (P)1963/64
- Various Artists [Poupée brisée - Mashed potatoe time /Johnny Hallyday/ - Vous souvenez-vous /Lucky Blondo et les Lucky Stars/ - What Kind Of Love Is This /Matt Collins/ - Pas davantage - Je me donne a qui me plait /Claude Bolling/ - En écoutant la pluie /Matt Collins/ - Filles /Lucky Blondo et les Lucky Stars/ - Papa t'es plus dans l'coup /Sheila/ - Langage d'amour /Claude François/ - Le voyageur - Texas rider/ Claude Garden - Baby face /Lucky Blondo et les Lucky Stars/ - Un violin un jambon /Serge Gainsbourg/ - Maintenant le le sais - Saratoga /The Guitar Rockers)

### PGP RTB
- Matt Collins   EP 53210 (P)1964 (En écoutant la pluie/ Rhythm of The Rain - What Kind of Love Is This/ Ca fait un drole d'effet - Il faut choisir/It's Up To You - King for Tonight/ Roi de tes nits)

### Jugoton
- Matt Collins EPY - 3389 (P)1964. (Sick and Tired - Just A Lonely Man - Be My Baby - What'd I Say)
- Matt Collins i Crveni koralji EPY - 3391 (P)1965. (Peggy Sue - Koliko dugo - Svađa - Noćas)
- Matt Collins Sings Rock 'n' Roll EPY - 3413 (P)1964. (Lucille - Don't Say Goodbye - Money - Hey, Hey, Hey, Hey)
- Matt Collins pjeva Karla Metikoša EPY - 3414 (P)1965. (Praštam sve - Molim te, idi - Telefon - Jagoda)
- Melodije tjedna EPY - 3438 (P)1964. (Nikada/ La terza luna)
- Melodije tjedna 2 EPY - 3448 (P)1965. (Peggy Sue)
- 16 originalnih snimaka (1962. – 1966.)
- LSY-61613 (P) 1981. (Nobody But You - She's Not You - Sick And Tired - Just A Lonely Man - Be My Baby- What'd I Say - Lucille - Don't Say Goodbye - Hey, Hey, Hey, Hey - Money - Blueberry Hill - Memphis - Bring It On Home To Me - Take A Chance - Kansas City - Little May). Prve dvije skladbe u boldu skinute su s Philipsovih pokusnih folija iz 1962. koje je sačuvao Metikoš, a preostalih šest naslova izbor su s Collinsova live albuma iz Atenskog Hiltona, snimljenog 1966. godine.)

### Croatia Records
- 16 izvornih snimaka (1962. – 1966.)
- Kad je rock bio mlad CD D K 5050667 (P)1994 (Reizdanje LP-a iz 1981. u mini seriji Kad je rock bio mlad, zajedno s Bijelim strijelama i Crvenim koraljima)
- Znat ćeš (Sve naše godine 2, razni izvođači, CD 5510628) (P) 2002 (Collinsova radijska arhivska snimka njegove drugonagrađene skladbe na Zagrebu 66. Na Jugotonovoj EP ploči iz 1966. nalazi se alter-izvedba Arsena Dedića, nagrađenog i kao tekstopisca.)
- Znat ćeš (Zvuk šezdesetih 1966-1967, razni izvođači, 2CD 5792482) (P) 2008
- Karlo Metikoš/Matt Collins - Priča (2011.), Knjiga pjesama (notni zapisi, priredio Elvis Stanić) + Za dva kovčega slave (memoari Karla Metikoša, prvi put objavljeni u “Plavom Vjesniku” 1971.) + Matt Collins The Ultimate Collection 2CD

## Albumi (s Josipom Lisac)
- Dnevnik jedne ljubavi  (1973.)
- Gubec Beg (rock-opera) (1975.)
- Josipa Lisac & B.P. Convention Big Band International (1976.)
- Made in USA (1979.)
- Hir, hir, hir (1980.)
- Lisica (1982.)
- Hoću samo tebe (1983.)
- Boginja (1987.)

## Nagrade i priznanja
- Dobitnik je odlikovanja RH red Danice hrvatske s likom Marka Marulića za poseban doprinos kulturi